# 伏字

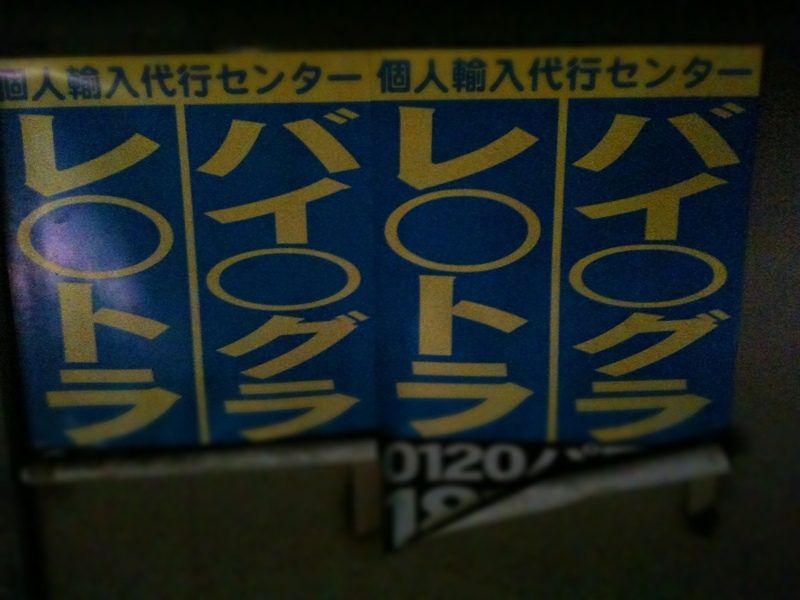
日本の勃起不全用治療薬の医薬品の販売を自称する張り紙広告。日本製でない薬だがバイアグラやレビトラの商品名の一部が伏字にされている。2010年

伏字（ふせじ、伏せ字）とは、何らかの目的で特定の文章全文、特定の単語、単語の一部の文字を記号などに置き換えた言葉を指す。

## 概要
語句を伏せる目的には次のようなものが考えられる。
1. 検閲や名誉毀損、侮辱などとされることを避ける。
2. 上の目的を複雑化させ、名誉を損ねることを避けた上で言及すべく「某社」「某氏」などのようにほのめかす、あるいは（全角半角問わず）ローマ字のイニシャルを使用するといったもの。
3. 単に一般的な語句が入るために空白や伏字にしているもの。
4. 一般公衆に伝えるには品位を損なうとして、マスメディア（新聞広告など）において自主的に伏せる目的。
5. 主に文学作品や史料などで、原稿が破れなどで欠落していたり、汚れなどで判読できなかった場合に代用する。その際はその旨を注記することが多い。
6. パスワードを入力する際、他人に読み取られるのを防ぐため（プロジェクタなどで出力して公開する際などに、入力の場面が映し出されても読み取れなくなる）。
7. Googleなどの検索エンジンでヒットされにくくするため（ただし、検索エンジンも性能が向上し、多少の伏字や曖昧な表現も推測して検索できたりするため、その場合は効果は低い）。

第二次世界大戦以前の日本では治安維持法下で思想統制が行われていた。思想書やプロレタリア文学のみならず、一般の小説等でも「社会主義」「共産主義」「無政府主義」といった語句は検閲を免れるために伏字とされることが多かった。この体制下において、言論の発信者が自らの自由性を確保する（発表を可能とする）ために伏せ字を用いていた。第二次世界大戦後の占領期のごく初期では、形式上、言論の自由が保障されていたものの、実際としては連合軍による検閲が実施されていた。戦時中には当たり前に使われていた伏せ字が、検閲の痕跡を残さないために原則的に禁止された。現代においては、作品研究の前提として、戦前・戦中期に発表された本文に伏せ字がある場合、穴埋めにより伏せ字を除去する。このように均された作品本文では、本文生成における作家の意識や検閲制度への対抗措置が見えにくくなる。
記号としては「○」（丸）や「×」（ばつ、かける）「*」（アスタリスク）などが多用されている。比較的長い部分を纏めて伏せ字にする場合には…（リーダー）も使われた。雑誌『改造』では「ゝ」が用いられた。読み方としては「まるまる」「ばつばつ」「ほにゃらら」などと読まれている。また、関西の方言では、×を「ペケ」と呼ぶ。特に「ペケ」は横山やすしが好んで使っていた言葉である。×については他に「チョメチョメ」という言葉もあるが、これは、テレビ番組「アイ・アイゲーム」にて司会者の山城新伍が伏字を「チョメチョメ」と表現して流行語となったことが起源である。
また、印刷において足りない活字のスペースを確保するため、他の活字を伏せて植字する（上下さかさまに植字する）ことを伏字と呼ぶことがある。印刷の結果が下駄の歯（「〓」のような形）に見えることから下駄記号とも呼ぶ。
印刷技術の発達によって現在では活字による植字はほとんど行われていないが、他方、電子メディアにおいて文字集合の制約などで意図した文字が表示できない場合に伏字で補う場合がある。この伏字には「●」や記号「〓」などが多く使われているようである。後者は一般に「ゲタ」と呼ばれ、元々は活版印刷における文選の際、見当らない漢字に対して、とりあえず適当な活字を裏返しに差しておいたものが、そのまま印刷されたことから来た記号である。語句を隠す意図はないため、例えば「内田百〓（〓は門構えに月）」のように直後や文末に注を添えることが多い。
記号で伏せ字をする場合、意図的に伏せ字の位置や数を調整することで、読む側に本来のものとは全く異なる単語や固有名詞、無関係な別人や団体・商品名などを誤想起させる事が可能な場合もある。また、このような例としてはダブルミーニング的な意味合いでも用いられる。伏せ字について、商標の侵害を防ぐなどの意味で必要という意見もあれば、商標権とはそのような趣旨のものではなく、この場合は侵害とは無関係である（名前を出したからと言って商標の侵害にはならない）、仮に問題があるとしても伏せ字にしても文脈から分かるため対策としては無意味である、伏せ字を使った表記が不快であるなどの理由で否定する意見もある。
また、本来の文字と似たような文字を伏せ字にすることで読む側に本来のものが容易に想像できる状態になっていることもある（「S○NY」、「コ□ナ」、「 ○亀製麺」など）。

## 中国語
中国語では隱諱號と呼ぶ。主に日本語と同様に「×」を利用する。